# Puits communal de Velotte
Le puits communal de Velotte est un puits à eau situé à Amblans-et-Velotte, en France.

## Localisation
Le puits est situé sur la commune d'Amblans-et-Velotte, dans le département français de la Haute-Saône.

## Historique
L'édifice est inscrit au titre des monuments historiques en 1986.